# Adel Safar
Adel Safar (arabiska: عادل سفر), född 1953, är en syrisk politiker som var Syriens premiärminister mellan 2011 och 2012. Innan han valdes till premiärminister var han Jordbruksminister i sin företrädares regering. Han var en av de som avgick i samband med att premiärminister Muhammad Naji al-Otari avgick på grund av protesterna i Syrien 2011, men några dagar senare blev han utsedd av president Bashar al-Assad till ny premiärminister.

## Familj och privatliv
Safar är gift och har fyra barn.